# Абдуррахман Мелек
Абдуррахман Мелек (тур. Abdurrahman Melek; 1896, Антакья, Хатай — 13 января 1978, Анкара, Турция) — турецкий политик, сыгравший важную роль в присоединении Республики Хатай к Турции. Изначально был профессором медицинских наук, но посвятив себя борьбе за освобождение Хатая, оставил эту деятельность.

## Биография
Родился в 1896 году в Антакье, где окончил начальную школу, а затем переехал в Алеппо, чтобы продолжить свою дальнейшую учёбу. Свое медицинское образование начал в Дамасской медицинской школе. С началом Первой мировой войны перевелся на медицинский факультет Стамбула и окончил его в 1919 году.
Ещё будучи студентом решил заняться политической деятельностью. Стал президентом Стамбульского отделения Общества за освобождения Хатая, которое боролось за отделение от Французского мандата в Сирии и Ливане и присоединение Республики Хатай к Турции. Был в составе турецкой делегации, участвовавшей в переговорах Хатая с французами в Женеве.
Стал первым премьер-министром Республики Хатай, которая была создано 19 мая 1937 года после принятия конституции Хатая Лигой Наций. Занимал данную должность до 1939 года. Во время своего пребывания на посту премьер-министра активно работал над присоединением Хатая к Турции, которое состоялось 7 июля 1939 года. В дальнейшем занимал должность депутатом Великого национального собрания Турции. В 1960 году вышел из Демократической партии и основал партию «Новая Турция».
Скончался 13 января 1978 года в Анкаре.